# Хільченко Олексій Васильович
Олексій Васильович Хільченко — українській військовослужбовець, підполковник Національної Гвардії України. Учасник російсько-української війни.

## Життєпис
Народився 12 березня 1994. У 2023-му році призначений на посаду командира 3-ої бригади оперативного призначення НГУ. Брав участь у наступі на Запоріжжі під час контрнаступу .
В жовтні 2024 брав участь в відбитті наступу на Харківщині .

## Нагороди
- орден Богдана Хмельницького II ступеня (14 серпня 2023) — за особисту мужність і самовіддані дії, виявлені у захисті державного суверенітету та територіальної цілісності України;[3]
- орден Богдана Хмельницького III ступеня (19 червня 2023) — за особисту мужність і самовідданість, виявлені у захисті державного суверенітету та територіальної цілісності України, сумлінне і бездоганне служіння Українському народові.[4]